# アトラス・ベストコレクション
アトラス・ベストコレクション（ATLUS BEST COLLECTION）は、アトラスが過去に発売したゲームソフトを低価格で再発売する廉価版シリーズである。

## 概要
ゲーム内容は基本的に変更はないが、一部バグが取り除かれたバージョンなどもある。また、通常版に同梱されていた特典ディスクといったものは基本的には未収録である。

## 発売作品

### PlayStation用ソフト
- グローランサー（2001年7月26日）
- ペルソナ2 罰（2001年11月22日）
- アイシア（2002年6月13日）

### PlayStation 2用ソフト
- 魔剣シャオ（2002年6月13日）
- グローランサーII（2002年8月8日）
- グローランサーIII（2003年12月18日）
- BUSIN 0 Wizardry Altarnative NEO（2005年1月27日）
- グローランサーIV Wayfarer of the time（2005年3月10日）
- EX人生ゲームII（2005年12月15日）
- チョロQ HG4（2005年12月15日）
- 新コンバットチョロQ（2006年2月16日）
- DIGITAL DEVIL SAGA アバタール・チューナー（2006年3月23日）
- DIGITAL DEVIL SAGA アバタール・チューナー2（2006年3月23日）
- デビルサマナー 葛葉ライドウ 対 超力兵団（2006年12月7日）
- EX億万長者ゲーム（2006年12月14日）
- ステラデウス（2007年2月8日）
- チョロQ HG2（2007年2月8日）
- チョロQ HG3（2008年2月7日）
- 九龍妖魔学園紀 再装填[1]（2008年4月24日）

### PlayStation Portable用ソフト
- 真・女神転生デビルサマナー（2007年3月8日）
- プリンセスクラウン（2007年3月8日）
- Persona（2010年6月3日）
- グローランサー（2010年6月3日）

### ニンテンドーDS用ソフト
- 超執刀 カドゥケウス（2007年4月26日）
- 世界樹の迷宮（2010年7月15日）
- 世界樹の迷宮II 諸王の聖杯（2010年7月15日）
- 世界樹の迷宮III 星海の来訪者（2011年8月11日）
- 真・女神転生 STRANGE JOURNEY（2011年8月11日）

### ニンテンドー3DS用ソフト
- デビルサマナー ソウルハッカーズ（2015年3月19日）
- 真・女神転生IV（2015年10月8日）
- 世界樹の迷宮IV 伝承の巨神（2015年11月5日）
- デビルサバイバー オーバークロック（2015年12月3日）